# سالي فيرسيلسي
سالي فيرسيلسي هي بلدية في مقاطعة فرشيلي التابعة لإقليم بييمونتي الإيطالي، تقع على بعد حوالي 60 كيلومتر (37 ميل) إلى الشمال الشرقي من مدينة تورينو وحوالي 6 كيلومتر (4 ميل) إلى الجنوب الغربي من فرشيلي. في 31 كانون الأول / ديسمبر 2004 كان عدد سكانها 128 نسمة، وتبلغ مساحتها 8.8 كيلومتر مربع (3.4 ميل2).
تقع سالي فيرسيلسي على حدود البلديات التالية: لينانا، سالاسكو، فيرتشيلي.